# حشره‌خوار فیلچه‌ای سومالی
حشره‌خوار فیلچه‌ای سومالی (نام علمی: Elephantulus revoili) نام یک گونه از سرده حشره‌خوارهای فیلچه‌ای است. این گونه بوم‌زاد سومالی است. زیستگاهش بیابان می‌باشد.